# جارجانتا دي لوس مونتيس
جارجانتا دي لوس مونتيس (بالإنجليزية: Garganta de los Montes)‏ هي بلدية ومدينة في منطقة الحكم الذاتي وتقع في منطقة مدريد في وسط إسبانيا. تبلغ مساحة هذه المدينة (كم²)، ويبلغ عدد سكانها نسمة حسب إحصاء سنة 2008 م.